# Komisariat Straży Granicznej „Praszka”
Komisariat Straży Granicznej „Praszka” – jednostka organizacyjna Straży Granicznej pełniąca służbę ochronną na granicy polsko-niemieckiej w latach 1928–1939.

## Geneza
Na wniosek Ministerstwa Skarbu, uchwałą z 10 marca 1920, powołano do życia Straż Celną. W 1921 w Praszce stacjonował sztab 4 kompanii 4 batalionu celnego. Od połowy 1921 jednostki Straży Celnej rozpoczęły przejmowanie odcinków granicy od pododdziałów Batalionów Celnych. Proces tworzenia Straży Celnej trwał do końca 1922. Komisariat Straży Celnej „Praszka”, wraz ze swoimi placówkami granicznymi, wszedł w podporządkowanie Inspektoratu Straży Celnej „Praszka”.
W drugiej połowie 1927 przystąpiono do gruntownej reorganizacji Straży Celnej. W praktyce skutkowało to rozwiązaniem tej formacji granicznej. Rozkazem nr 3 z 25 kwietnia 1928 w sprawie organizacji Wielkopolskiego Inspektoratu Okręgowego dowódca Straży Granicznej gen. bryg. Stefan Pasławski powołał komisariat Straży Granicznej „Praszka”, który przejął ochronę granicy od rozwiązywanego komisariatu Straży Celnej.

## Formowanie i zmiany organizacyjne
Rozporządzeniem Prezydenta Rzeczypospolitej Polskiej Ignacego Mościckiego z 22 marca 1928, do ochrony północnej, zachodniej i południowej granicy państwa, a w szczególności do ich ochrony celnej, powoływano z dniem 2 kwietnia 1928 Straż Graniczną. Rozkazem nr 3 z 25 kwietnia 1928 w sprawie organizacji Wielkopolskiego Inspektoratu Okręgowego dowódca Straży Granicznej gen. bryg. Stefan Pasławski przydzielił komisariat „Praszka” do Inspektoratu Granicznego nr 13 „Wieluń” i określił jego strukturę organizacyjną. Już 15 września 1928 dowódca Straży Granicznej rozkazem nr 7 w sprawie zmian dyslokacji Wielkopolskiego Inspektoratu Okręgowego podpisanym w zastępstwie przez mjr. Wacława Szpilczyńskiego potwierdził organizację komisariatu. Rozkazem nr 11 z 9 stycznia 1930 reorganizacji Wielkopolskiego Inspektoratu Okręgowego komendant Straży Granicznej płk Jan Jur-Gorzechowski ustalił numer i nową organizację komisariatu. Rozkazem nr 3/31 zastępcy komendanta Straży Granicznej płk Emila Czaplińskiego z 5 sierpnia 1931 zniesiono placówkę II linii Komorniki i Strojec, a podplacówkę Grześlaki przemianowano na placówkę II linii. Rozkazem nr 3 z 23 czerwca 1934 w sprawach [...] tworzenia i zniesienia posterunków informacyjnych', komendant Straży Granicznej płk Jan Jur-Gorzechowski utworzył placówkę I linii „Szyszków”. Rozkazem nr 4 z 17 grudnia 1934 w sprawach [...] zarządzeń organizacyjnych i zmian budżetowych, komendant Straży Granicznej płk Jan Jur-Gorzechowski wyłączył placówkę I linii „Wygiełdów” z komisariatu Straży Granicznej „Praszka” i przydzielił do komisariatu Straży Granicznej „Rudniki”.

## Służba graniczna
Kierownik Inspektoratu Granicznego „Wieluń” w dodatku do rozkazu organizacyjnego nr 3 z 19 lipca 1930 określił granice komisariatu:
- granica północna: od kamienia granicznego nr 22 w kierunku północno-wschodnim przez folwark Grobla Królewska wzdłuż drogi Grobla–Wróblew do Wróblewa;
- granica wewnętrzna:od Wróblewa w kierunku południowo-wschodnim wzdłuż drogi Wróblew-Aleksandrów, następnie drogą na zachód Kiczmachowa, następnie drogą na południe przez zbocze wzgórza 213 dalej drogą na zachód folwark Zawietna, następnie na zachód przez zbocze wzgórza 191 i Skotnica obok Strojca (wył.) do folwarku Raczyzna;
- granica południowa: od kamienia granicznego nr 47 w kierunku południowo-wschodnim przez zbocze wzgórza 205 zachodni wylot wsi Brzeziny do folwarku Raczyzna.

Sąsiednie komisariaty
- komisariat Straży Granicznej „Dzietrzkowice” ⇔ komisariat Straży Granicznej „Jaworzno” − 1928
- komisariat Straży Granicznej „Dzietrzkowice” ⇔ komisariat Straży Granicznej „Rudniki” − styczeń 1930

## Funkcjonariusze komisariatu
| Kierownicy/komendanci komisariatu | Kierownicy/komendanci komisariatu | Kierownicy/komendanci komisariatu | Kierownicy/komendanci komisariatu     |
| stopień                           | imię i nazwisko                   | okres pełnienia służby            | kolejne stanowisko                    |
| --------------------------------- | --------------------------------- | --------------------------------- | ------------------------------------- |
| podkomisarz                       | Stefan Gawroński                  | 1928-1929                         | do MIO                                |
| komisarz                          | Wacław Zerygiewicz                | był w 1932 –                      |                                       |
| komisarz                          | Edward Makowski                   | – 20 VI 1934                      | komendant komisariatu „Kalety”        |
| podkomisarz                       | Michał Śmigielski                 | był w III 1937 – 8 II 1939        | stan nieczynny; komisariat „Czarnków” |
| aspirant                          | Zygmunt Gadzalski                 | 24 III 1939 -                     |                                       |
| Zastępcy komendanta komisariatu   |                                   |                                   |                                       |
| starszy strażnik                  | Roman Pocilas                     | 1 V 1939 –                        |                                       |

## Struktura organizacyjna
Organizacja komisariatu w kwietniu 1928 i w styczniu 1930:
- 2/13 komenda − Praszka
- placówka Straży Granicznej I linii „Kik”
- placówka Straży Granicznej I linii „Przedmoście”
- placówka Straży Granicznej I linii „Praszka”
- placówka Straży Granicznej I linii „Wygiełdów”
- placówka Straży Granicznej II linii „Komorniki” → zniesiono w 1931
- placówka Straży Granicznej II linii „Praszka”
- placówka Straży Granicznej II linii „Strojec” → zniesiono w 1931

Organizacja komisariatu w 1932:
- komenda − Praszka
- placówka Straży Granicznej I linii „Grześlaki”
- placówka Straży Granicznej I linii „Kik”
- placówka Straży Granicznej I linii „Przedmoście”
- placówka Straży Granicznej I linii „Praszka”
- placówka Straży Granicznej I linii „Wygiełdów” → w 1934 przeniesiono do komisariatu „Rudniki”
- placówka Straży Granicznej II linii „Praszka”